# Финей (Софокл)
«Финей» (др.-греч. Φινεύς) — название двух пьес древнегреческого драматурга Софокла (V век до н. э.), текст которых почти полностью утрачен.
Заглавный герой пьес — мифологический герой, царь Фракии, который в одной версии мифа отправил своих сыновей от первого брака в тюрьму, где их ослепили, а в другой версии — убил их, чтобы угодить второй жене. Боги за это ослепили Финея и наслали на него гарпий, осквернявших царскую еду. От этой напасти царя спасли аргонавты Бореады, братья его жены. В одной версии сюжета, использованной либо Софоклом, либо Эсхилом, они наоборот ослепляют Финея, чтобы отомстить свою сестру Клеопатру и племянников.
Оба софокловых «Финея» утрачены практически полностью; сохранились только несколько фрагментов, причём неясно, какой из них к какой пьесе относится. Возможно, один из «Финеев» был сатировской драмой.